# Formiga-amarela-do-prado
A formiga-amarela-do-prado, Lasius flavus, (sinonímia: Formica flava Fabricius, 1781; Lasius flavus, Mayr, 1861; Lasius flavus var. myops Forel, 1894, é um dos tipos de formiga mais comuns na Europa, região mediterrânica, Sibéria, ainda que também ocorra na Ásia, e América do Norte oriental.
A rainha mede entre 5 e 8 mm de comprimento, os machos cerca de 4 mm e as obreiras entre 2 e 4 mm. As suas cores variam do amarelo ao castanho, com as rainhas e os machos a apresentarem-se com revestimento ligeiramente mais escuro.
Entre as características que as distinguem de outras espécies semelhantes está o facto de as secções inferiores das antenas e das tíbias não apresentarem pêlos.
O habitat preferido destas espécies situa-se geralmente no solo de prados (como se depreende do seu nome vulgar) e em relvados. Os formigueiros são geralmente totalmente cobertos por erva, desde que a cobertura vegetal permita alguma exposição solar da superfície do solo, contudo, apresentam frequentemente no exterior pequenos montículos de terra.
Alimentam-se da melada segregada por afídios que fixos a raízes, que criam no interior do formigueiro. No Inverno alimentam-se dos próprios afídios. Em consequência dos seus hábitos alimentares, a espécie é raramente observada no exterior do formigueiro.
Hibernam de Novembro a Março a temperaturas que rondam os 5 a 9°C.
As formas aladas (com asas) podem ser vistas em dias quentes e tardes de Julho a Agosto. Este é um dos raros períodos em que podem ser vistas, já que as obreiras arrastam as jovens formigas aladas para o exterior do formigueiro. As colónias são fundadas por múltiplas rainhas (pleometrose). Mais tarde, as rainhas fundadoras entram em luta, restando apenas uma (monoginia).